# Nowo-Moskowskoje
Nowo-Moskowskoje (russisch Ново-Московское, deutsch: Poplitten (litauisch Popalyčiai) und Pörschken) ist ein Ort in der russischen Oblast Kaliningrad. Er gehört zur kommunalen Selbstverwaltungseinheit Stadtkreis Bagrationowsk im Rajon Bagrationowsk. Zu Nowo-Moskowskoje gehören auch die Ortsstellen Pörschken sowie Louisenhof, welches nach 1945 zunächst dem Ort Woronowo zugeordnet worden war.
Der Ort Nowo-Moskowskoje sollte nicht verwechselt werden mit der ehemaligen Landgemeinde Nowomoskowskoje selskoje posselenije mit Sitz in Schosseinoje im angrenzenden Rajon Gurjewsk.

## Geographische Lage
Die Ortschaft liegt etwa 23 Kilometer nordöstlich der Stadt Mamonowo (Heiligenbeil)  und vier Kilometer östlich der Stadt Laduschkin (Ludwigsort) am Rande eines militärisch genutzten Areals. 

## Geschichte

Pörschken, nordöstlich der Stadt Heiligenbeil und südsüdwestlich von Brandenburg am Frischen Haff, auf einer Landkarte von 1910

### Poplitten
Im Jahr 1782 hatte das königliche Dorf Poplitten elf Feuerstellen (Haushaltungen). Poplitten war bis 1945 eigenständig. 
Bis zum Jahre 1945 gehörte der Ort zum Landkreis Heiligenbeil im Regierungsbezirk Königsberg der preußischen Provinz Ostpreußen des Deutschen Reichs. Er war in den Amtsbezirk Pörschken eingegliedert.

### Pörschken
Die Gemeinde Pörschken wurde 1386 erstmals urkundlich erwähnt, ist jedoch wesentlich älter. Am Anfang des 16. Jahrhunderts hieß  sie Perske. Der Ort bildete den Mittelpunkt der früher so genannten Huntau, einer wasserreichen Landschaft südlich der Niederung des Flüsschens Frisching (russisch: Prochladnaja). 1782 hatte das königliche Dorf Perschken eine Kirche und 24 Feuerstellen.
Pörschken zählte 1933 insgesamt 558 Einwohner. Ihre Zahl stieg bis 1939 auf 605. Zwischen 1874 und 1945 bildete Pörschken mit 18 Nachbargemeinden den Amtsbezirk Pörschken. Nach umfangreichen Strukturmaßnahmen besonders in den 1920er Jahren gehörten 1945 noch insgesamt acht Gemeinden dazu: Barsen (russisch: Kossatuchino), Konradswalde, Legnitten (Proletarskoje), Perwilten (Gorkowski), Pörschken (Nowo-Moskowskoje), Sollecken (Kossatuchino, zunächst Nischneje) und Wargitten (Oktjabrskoje).

### Nowo-Moskowskoje
Nach Ende der Kampfhandlungen des Zweiten Weltkrieges wurden Pörschken  und Poplitten zusammen mit der nördlichen Hälfte Ostpreußens von der Sowjetunion besatzungsrechtlich n eigene Verwaltung genommen. Der Ort Poplitten erhielt 1947 den russischen Namen „Nowo-Moskowskoje“. Gleichzeitig wurde der Ort Sitz eines Dorfsowjets, dem 22 Ortschaften zugeordnet waren. Nach 1954 gelangte der Ort zunächst in den Dorfsowjet Pjatidoroschny selski Sowet und später in den Dorfsowjet bzw. Dorfbezirk Pogranitschny selski Sowet (okrug). Von 2008 bis 2016 gehörte Nowo-Moskowskoje zur Landgemeinde Pogranitschnoje selskoje posselenije und seither zum Stadtkreis Bagrationowsk.
Nowo-Moskowski selski Sowet 1947–1954
Der Dorfsowjet Nowo-Moskowski selski Sowet (ru. Ново-Mосковский сельский Совет) wurde im Juni 1947 im Rajon Laduschkin eingerichtet. Im Jahr 1954 wurde er an den Pjatidoroschny selski Sowet angeschlossen.

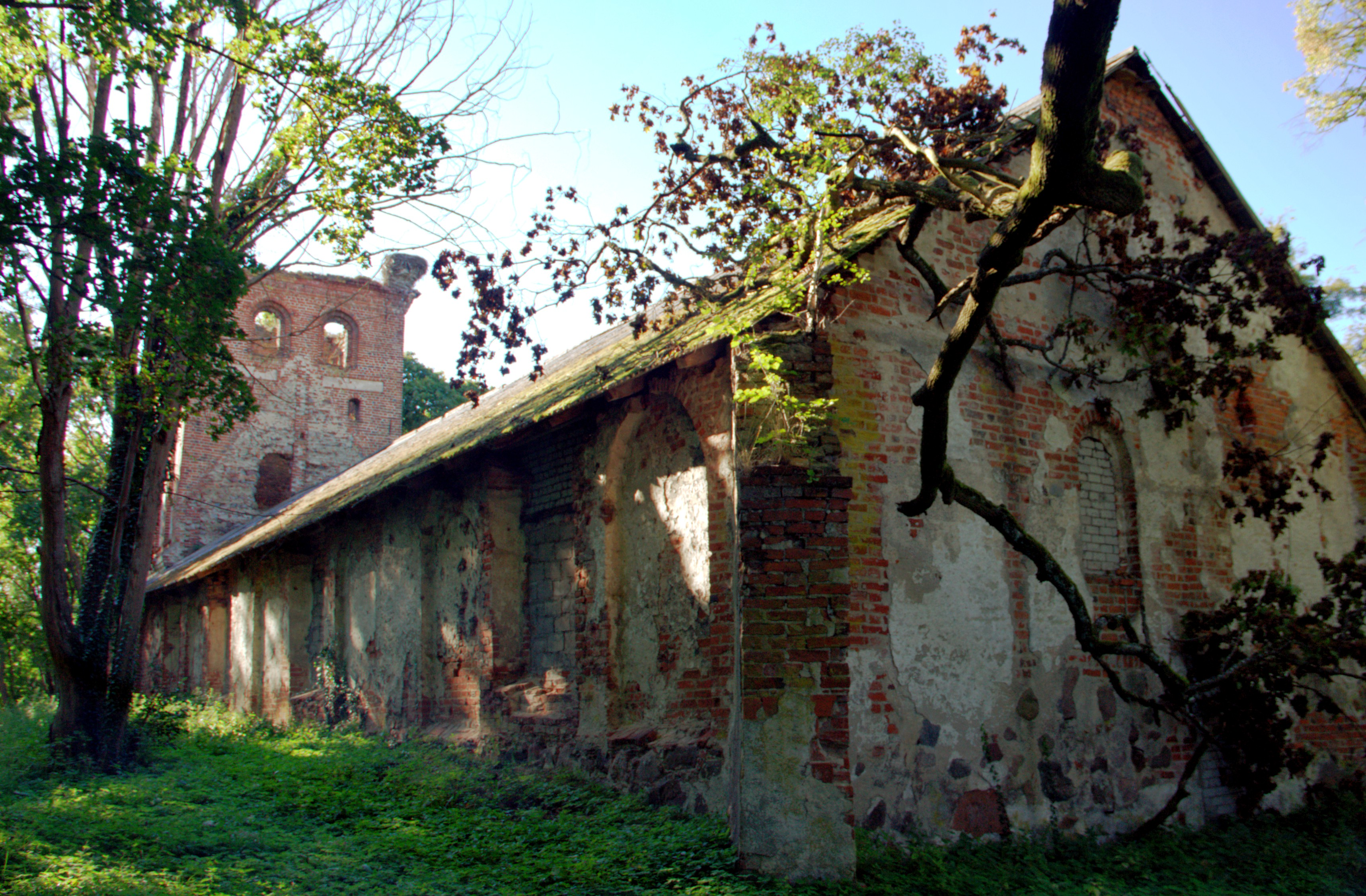
Ruine der Dorfkirche

| Ortsname                                                      | Name bis 1947/50                   | Jahr der Umbenennung |
| ------------------------------------------------------------- | ---------------------------------- | -------------------- |
| Beregowoje (Береговое)                                        | Patersort                          | 1947                 |
| Berjosowka (Берёзовка)                                        | Grünwiese                          | 1947                 |
| Bolschedoroschnoje (Большедорожное)                           | Dagwitten, Julienhof und Laukitten | 1947                 |
| Dubki (Дубки)                                                 | Charlottenthal                     | 1950                 |
| Gogolewo (Гоголeво), jetzt: Bolschedoroschnoje                | Kopainen                           | 1950                 |
| Iljitschowka (Ильичёвка)                                      | Lank                               | 1947                 |
| Jablotschkino (Яблочкино)                                     | Lokehnen                           | 1950                 |
| Jasnoje (Ясное)                                               | Lönhöfen                           | 1947                 |
| Krasnoarmeiskoje (Красноармейское), jetzt: Bolschedoroschnoje | Patranken                          | 1947                 |
| Muschkino                                                     | Lauck und Stobecken                | 1950                 |
| Nowo-Moskowskoje (Ново-Московское)                            | Poplitten                          | 1947                 |
| Nowosjolowo (Новосёлово)                                      | Groß Rödersdorf                    | 1947                 |
| Oktjabrskoje (Октябрьское)                                    | Wargitten                          | 1947                 |
| Panfilowo (Панфилово)                                         | Preußisch Thierau                  | 1947                 |
| Perwomaiskoje (Первомайское)                                  | Pottlitten                         | 1947                 |
| Proletarskoje (Пролетарское)                                  | Legnitten                          | 1947                 |
| Rasdolnoje (Раздольное)                                       | Adlig Pohren                       | 1947                 |
| Sosnowka (Сосновка)                                           | Schwanis                           | 1947                 |
| Sowchosnoje (Совхозное)                                       | Rippen                             | 1947                 |
| Tropinino (Тропинино)                                         | Heide, Kreis Heiligenbeil          | 1950                 |
| Wetrowo (Ветрово)                                             | Schölen                            | 1950                 |
| Woronowo (Вороново)                                           | Alt Kainen und Louisenhof          | 1950                 |

## Kirche

### Kirchengebäude

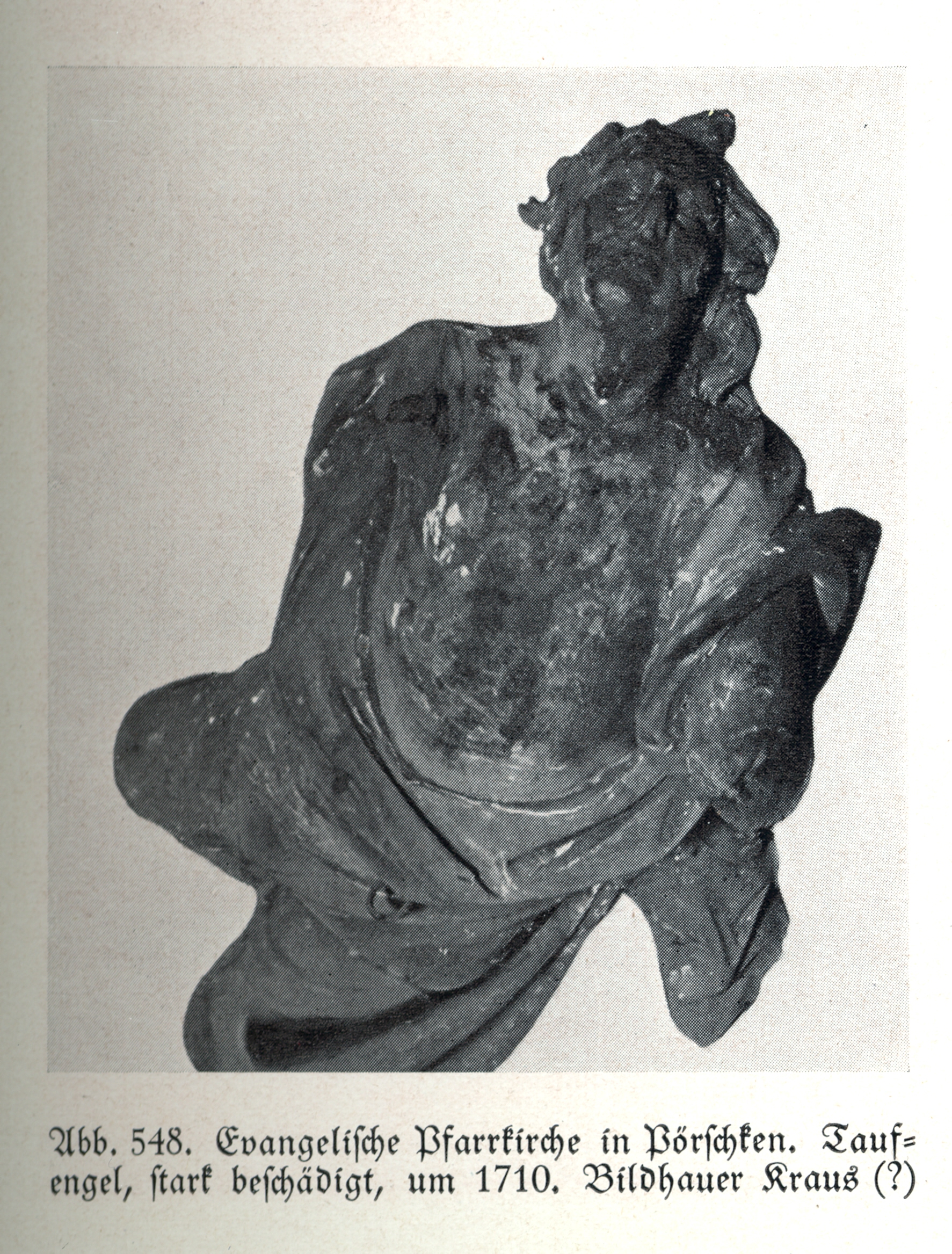
Taufengel um 1710

Die Grundmauern der Pörschkener Kirche reichen teilweise bis ins 14. Jahrhundert zurück. Im Laufe seiner Geschichte wurde das Gotteshaus mehrmals umgebaut und umgestaltet.
Die Kirche beherbergte einst einen kostbaren Schnitzaltar mit der thronenden Maria mit Heiligen sowie Aposteln. Er gelangte in eine Sammlung der Marienburg (heute polnisch Malbork). Im Innern der Kirche war die Decke in flacher Korbbogenkonstruktion durchgehend bemalt.
Im Zweiten Weltkrieg wurde vor allem der Turmhelm zerstört. Das Kirchenschiff brannte aus. Nach langer Zeit des Verfalls richtete man die Ruine als Lagerhalle ein. Im nordöstlichen Gebäudeteil brach man eine Öffnung für LKWs in die Wand, und der Turmeingang wurde zugemauert, während die Fenster eine Bretterverschalung erhielten.

### Kirchengemeinde
Bereits in vorreformatorischer Zeit war Pörschken ein Kirchdorf. Die Reformation hielt hier relativ früh Einzug. Vor 1945 war der weitaus größte Teil der Bevölkerung evangelischer Konfession. Pörschken gehörte zum Kirchenkreis Heiligenbeil (heute russisch: Mamonowo) innerhalb der Kirchenprovinz Ostpreußen der Kirche der Altpreußischen Union.
Heute gibt es in Nowo-Moskowskoje eine kleine Kapelle (Bethaus), die der hier durch neu angesiedelte Russlanddeutsche gebildeten evangelischen Kirchengemeinde als Gotteshaus dient. Sie bildet eine eigene Gemeinde im Pfarrbezirk der Auferstehungskirche in Kaliningrad (Königsberg), die der Propstei Kaliningrad innerhalb der Evangelisch-Lutherischen Kirche Europäisches Russland (ELKER) zugeordnet ist.

## Persönlichkeiten des Ortes
- Johann Bernhard Hahn (* 12. Juni 1685 in Pörschken als Pfarrerssohn; † 1755), deutscher orientalischer Philologe und evangelischer Theologe

## Verkehr
Der Ort ist zu erreichen über eine Nebenstraße, die bei Swetloje (Kobbelbude) von der russischen Regionalstraße 27A-002 (frühere russisch R 516, Grzechotki / Polen–Kaliningrad, ehemalige deutsche Reichsautobahn Berlin–Königsberg „Berlinka“) westwärts bis nach Nowo-Moskowskoje führt.
Die Bahnstation von Nowo-Moskowskoje ist der Haltepunkt O. p. 1312 km (vor 1945 Pörschken) an der Bahnstrecke Kaliningrad–Mamonowo. Dieser Haltepunkt befindet sich schon im Stadtkreis Laduschkin.